# غاندية

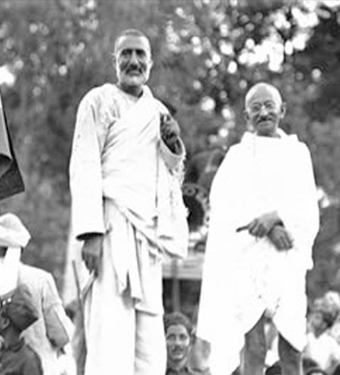

الغاندية عبارة عن مجموعة من الأفكار التي تصف الإلهام، والرؤية، والعمل الحياتي لمهاتما غاندي. ترتبط بشكل خاص بمساهماته في فكرة المقاومة السلمية، والتي تسمى أحيانًا المقاومة المدنية. دعامتا الغاندية الأساسيتان هما الحقيقة واللاعنف.

يشمل مصطلح «الغاندية» أيضًا ما تعنيه أفكار غاندي، وكلماته، وأفعاله للناس في جميع أنحاء العالم، وكيف استخدموها للتوجيه في بناء مستقبلهم. تتغلغل الغاندية أيضًا في عالم الإنسان الفردي، غير السياسي وغير الاجتماعي. يمكن أن تعني كلمة «الغانديون» إما الفرد الذي يتبع، أو فلسفة محددة تنسب إلى «الغاندية». لكن لم يوافق غاندي على مصطلح «الغاندية». مثلما أوضح:
«لا يوجد شيء مثل «الغاندية» وأنا لا أريد أن أترك أي طائفة من بعدي. لا أدعي أنني أنشأت أي مبدأ أو عقيدة جديدة. حاولت ببساطة وبطريقتي الخاصة تطبيق الحقائق الأبدية على حياتنا اليومية ومشاكلنا... الآراء التي كونتها والاستنتاجات التي توصلت إليها ليست نهائيةً. قد أغيرهم غدًا. ليس لدي شيء جديد لتعليم العالم. الحقيقة واللاعنف قديمان قدم التلال».
في غياب موافقة غاندي نفسه على «الغاندية»، هناك مدرسة فكرية يجب على المرء أن يستمد منها ما تمثله الغانديّة، من حياته وأعماله. أحد هذه الاستنتاجات هو فلسفة تستند إلى «الحقيقة» و «اللاعنف» بالمعنى التالي. أولًا، يجب أن نعترف ونقبل حقيقة أن الناس مختلفون على جميع المستويات «الحقيقة». ثانيًا، ينبغي ألا يلجأ المرء أبدًا إلى العنف لتسوية الخلافات المتأصلة بين البشر على أي مستوى: من شخصين إلى دولتين إلى عرقين أو ديانتين «اللاعنف».

## الأسلاف
على الرغم من أن فكر غاندي فريد في حد ذاته، لكنه لا يخلو من الآباء الأيديولوجيين. حدد غاندي في كتاباته الخاصة الإلهام لقوله أشياء معينة. يمكن القول إن اتصاله مع الغرب، خلال فترة وجوده في لندن، هو الذي أجبره على النظر في موقفه من مختلف الشؤون الدينية والاجتماعية والسياسية.
بعد وصوله إلى لندن مباشرة، وقع تحت تأثير هنري ستيفينز سولت، الذي لم يكن قد أصبح ناشطًا مشهورًا ومصلحًا اجتماعيًا بعد. حول عمل سولت الأول، وهو نداء من أجل النباتية، غاندي إلى مسألة النباتية والعادات الغذائية. انضم غاندي في هذا الوقت أيضًا إلى المجتمعات النباتية في لندن. أصبح سولت في نهاية المطاف صديق غاندي أيضًا. وفي حديثه عن أهمية عمل سولت، قال المؤرخ راماشاندرا غوها في عمله «غاندي قبل الهند»: « لكن بالنسبة للهنود الزائرين لدينا، فإن الجمعية النباتية كانت مأوى أنقذه. لم يهتم غاندي الشاب كثيرًا بالمشاعر الشعبية العظيمة التي سادت في أواخر القرن التاسع عشر في لندن، والمسرح، والرياضة. تركته السياسة الأمبريالية والاشتراكية باردًا. لكن في الاجتماعات الأسبوعية للنباتيين في لندن وجد قضية، وأول أصدقائه الإنجليز». سمح عمل سولت لغاندي بالمشاركة لأول مرة في عمل جماعي. ثم استمر سولت في كتابة سيرة هنري ديفد ثورو، الذي كان له تأثير عميق على غاندي. على الرغم من أن كتاب والدن كان بإمكانه تحريك غاندي، لكن مقالة العصيان المدني (ثورو) كانت ذات أهمية أكبر. كان غاندي في وسط شكل من أشكال العصيان المدني في جنوب أفريقيا عندما قرأ ثورو. لم يكتف بتبني اسم ذلك النوع من الصراع الذي أصبح بطلًا له، بل تبنى أيضًا وسائل خرق القوانين من أجل المطالبة بإصلاحها. في عام 1907، ظهر اسم ثورو لأول مرة في المجلة التي أعدها غاندي آنذاك، انديان أوبنيان إذ وصف غاندي منطق ثورو بأنه «ثاقب» و «لا يُدحض». 